# ضریب تقاضا
ضریب تقاضا (انگلیسی: Demand factor) در مخابرات و مهندسی قدرت به نسبت مقدار استفاده شده به حداکثر مقداری که همان سیستم می‌توانست استفاده کند، گفته می‌شود. بدیهی است که این ضریب همواره کوچکتر یا مساوی یک است.
این ضریب برای زمان‌های مختلف از رابطهٔ زیر قابل محاسبه است.
{\displaystyle f_{Demand}({\it {{t})={\frac {\text{Demand}}{\text{Maximum possible demand}}}}}}

## مهندسی برق
در مهندسی برق این ضریب را به شکل زیر تعریف می‌کنند:
{\displaystyle f_{Demand}={\frac {\text{Maximum load in given time period}}{\text{Maximum possible load}}}}
که همان نسبت پروفایل بار به بار کامل دستگاه است.